# Hans Rupé (Übersetzer)
Hans Rupé (* 5. April 1886 in Warschau; † 7. April 1947 in München) war ein deutscher Kunsthistoriker und Übersetzer altgriechischer Literatur.
Hans Rupé studierten nach dem Besuch des Vitzthum-Gymnasiums in Dresden Kunstgeschichte in Genf, München, Berlin und Freiburg, wo er 1912 mit einer Dissertation zu Hans Burgkmair dem Älteren promoviert wurde. Ab 1922 war er als Konservator am Bayerischen Nationalmuseum in München tätig, zuletzt im Range eines Hauptkonservators. Insbesondere war er hier für die Abteilung Keramik zuständig.
Größere Bekanntheit erlangte er jedoch durch seine Übersetzungen antiker Literatur aus dem Altgriechischen, von Sappho, Euripides Alkestis und Homers Ilias.
Er liegt auf dem Waldfriedhof in München begraben.

## Veröffentlichungen (Auswahl)
- Beiträge zum Werke Hans Burgkmairs des Älteren. Dissertation. Freiburg 1912.
- Der Paehler Altar im Bayerischen Nationalmuseum. Verlag für praktische Kunstwissenschaft F. X. Weizinger & Co., München 1922.
- Thomas Murners Schelmenzunft. Faksimile-Ausgabe der im Jahre 1513 in Augsburg gedruckten und mit Holzschnitten von Burgkmair versehenen Original-Ausgabe. mit einem Nachwort von Hans Rupe. Filser, Augsburg 1926.
- Katalog süddeutscher und mitteldeutscher Fayencen aus dem Vermächtnis Paul Heiland. Bayerisches Nationalmuseum, München 1934.
- Divertimenti. Reden und Aufsätze. Rinn, München 1948.

Übersetzungen
- Homers Ilias. (= Tempel Klassiker). Auf Grund der Übersetzung von Johann Heinrich Voß verdeutscht von Hans Rupé. 2 Bände. Tempel-Verlag, Leipzig 1922/29.
- Euripides: Alkestis. Dr. B. Filser, Augsburg 1925.
- Sappho: Carmina. Holle & Co., Berlin 1936.
- Sappho. Griechisch und deutsch. (= Tusculum-Bücherei). Heimeran, München 1944. (2. Auflage 1945)
- Homer: Ilias (Tusculum-Bücherei). 2 Bände. Heimeran, München 1948.